# JBOD
JBOD (от англ. Just a bunch of disks, просто пачка дисков) — дисковый массив, в котором единое логическое пространство распределено по жёстким дискам последовательно. Однако в некоторых RAID-контроллерах режимом «JBOD» назван режим, при котором контроллер работает как обычный IDE- или SATA-контроллер, не задействуя механизмы объединения дисков в массив, то есть в таком случае каждый диск будет виден как отдельное устройство в операционной системе. Этот факт указывает на то, что термин JBOD как режим функционирования дисков ещё окончательно не устоялся. Часть IT-специалистов трактует его буквально как «пучок» или «куча» дисков, каждый из которых функционирует независимо друг от друга, а понятие «spanning» (то есть «охват» данными нескольких дисков) относят уже не к JBOD, а к RAID-технологиям, поскольку имеет место организация дисков в простейший массив.
Характеристики массива JBOD

Пример распределения файлов по JBOD-массиву (разные файлы выделены разными цветами)

- Ёмкость массива равна сумме ёмкостей составляющих дисков
- Вероятность отказа соответствует вероятности отказа любого диска из массива.
- Скорость чтения и записи зависит от области данных; она не выше, чем у самого быстрого диска в массиве и не ниже, чем у самого медленного
- Нагрузка на процессор при работе минимальная (сравнимая с нагрузкой при работе с единичным диском)

Особенности массива JBOD
- Отказ одного диска позволяет восстановить файлы на остальных дисках (если ни один из их фрагментов не принадлежит повреждённому диску)
- В ряде случаев возможно обеспечение высокой скорости работы нескольких приложений (при условии, что приложения работают с областями данных на разных дисках)
- Массив может состоять из дисков различной ёмкости и скорости
- Массив легко расширяется дополнительными дисками по мере надобности

В операционной системе Windows массив JBOD называется составным томом (spanned volume) (возможно создание только на динамических дисках), linux raid называет подобный тип компоновки linear RAID, в FreeBSD аналогичную задачу решает GEOM класс geom_concat.